# ウォラストンプリズム

ウォラストンプリズム

ウォラストンプリズム(英語: Wollaston prism)は、
ウィリアム・ハイド・ウォラストン発明の偏光を操るための光学部品である。光をふたつの直交する直線偏光に分離する。
ふたつの直角三角形プリズムの光学異方性によって、ふたつの光は偏光となる。
ウォラストンプリズムは、複屈折材料(通常は方解石などの一軸性結晶)でできたふたつの直角三角形プリズムで構成される。
プリズムは、ふたつの直角三角形のプリズムの底面同士で接着されている(伝統的にはカナダバルサムによる)。
プリズムからの出射光は、屈折率の違いにより通常光線と異常光線に分離し、分離角は直角三角形プリズムのくさび角と光の波長によって決まる。
市販のプリズムは、分離角1°未満から約45°のものまで入手可能である。